# Шпаркос великий
Шпа́ркос великий (Leistes loyca) — вид горобцеподібних птахів родини трупіалових (Icteridae). Мешкає в Південній Америці.

## Опис

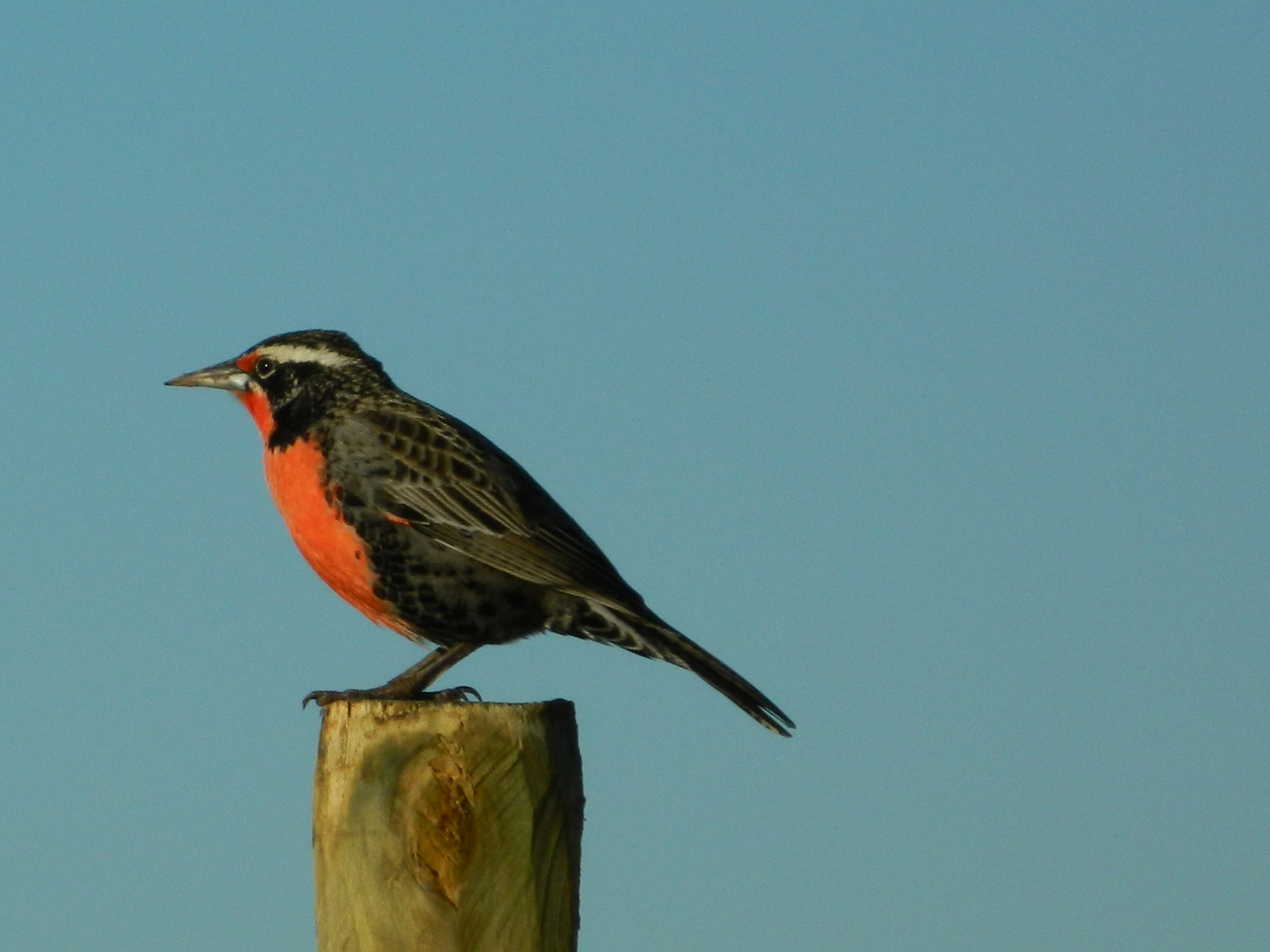
Великий шпаркос

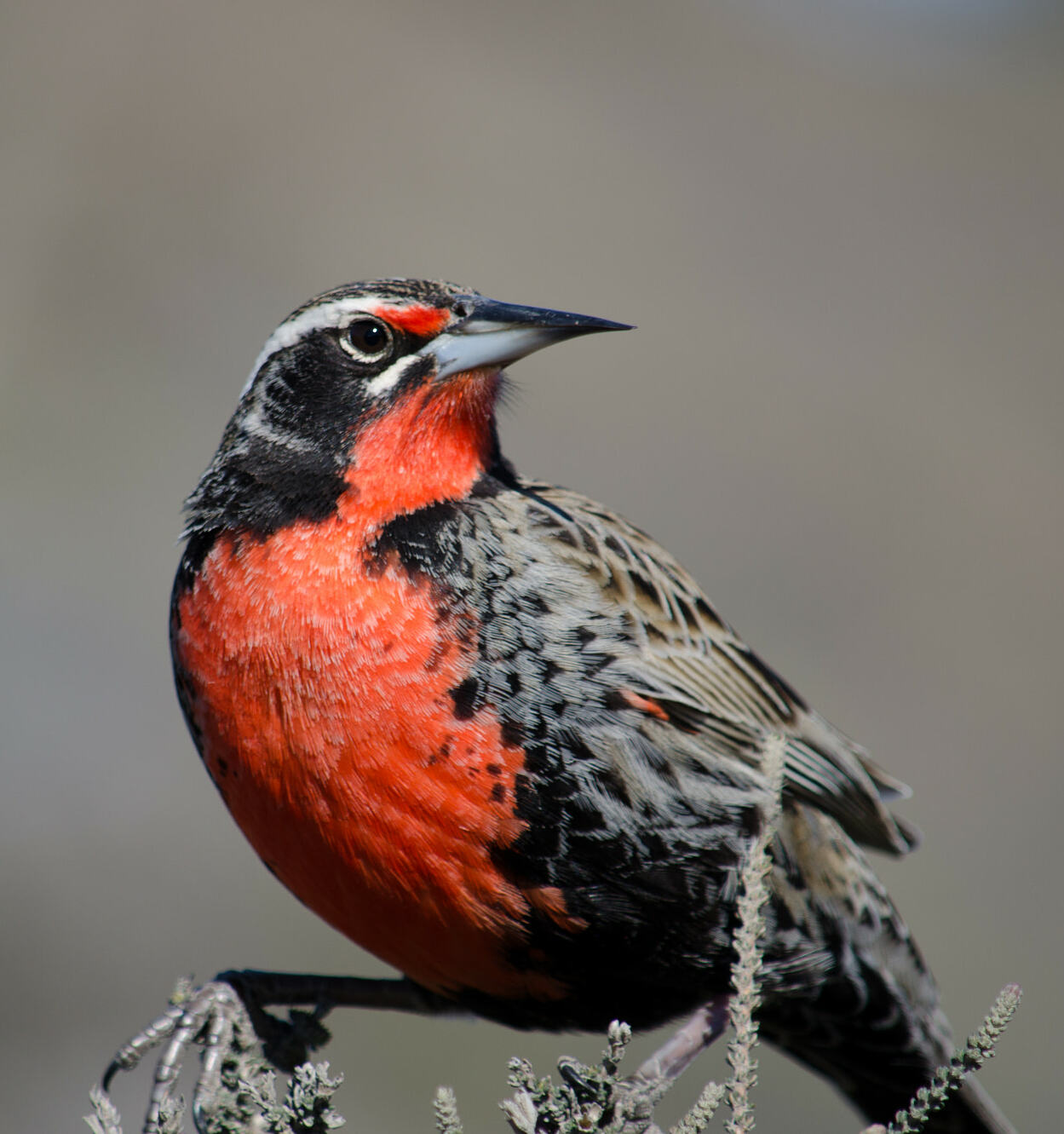
Великий шпаркос

Довжина птаха становить 25-28 см. Хвіст відносно довгий, дзьоб довгий, загострений. Самці мають переважно темно-коричневе забарвлення, поцятковане чорнуватими смужками. Горло і груди яскраво-червоні, біля основи дзьоба біла пляма. Над очима білі "брови", перед очима вони червоного кольору. Дзьоб і лапи сірі. Самиці є блідішими за самців, червона пляма на нижній частині тіла у них слабо виражена, горло і "брови" охристі.

## Підвиди
Виділяють чотири підвиди:
- L. l. loyca (Molina, 1782) — південь Чилі і Аргентини, зокрема Вогняна земля;
- L. l. catamarcanus (Zotta, 1937) — північний захід Аргентини;
- L. l. obscurus (Nores & Yzurieta, 1979) — центральна Аргентина;
- L. l. falklandicus (Leverkühn, 1889) — Фолклендські острови.

## Поширення і екологія
Великі шпаркоси мешкають в Чилі і Аргентині, а також на Фолклендських островах. Взимку частина південних популяцій мігрує на північ. Великі шпаркоси живуть на відкритих місцевостях, зокрема на луках і в степах Патагонії, на висоті до 2500 м над рівнем моря. Живляться безхребетними, яких шукають на землі, насінням і плодами. Самиця будує гніздо з сухої трави і розміщує його на землі або в заростях близько до землі. Щоб уникнути виялення гнізда хижаками, вона не підлітає одразу до гнізда, а підходить до нього пішки, і так само відлітає, відійшовши на деяку відстань від гнізда. В кладці від 2 до 4 білувато-блакитних яєць, поцяткованих темними плямами. За сезон може вилупитися два виводки.